# Kuorussaari
Kuorussaari är en ö i Finland. Den ligger i sjön Päijänne och i kommunen Jämsä i landskapet Mellersta Finland, i den södra delen av landet, 180 km norr om huvudstaden Helsingfors. Öns area är 2,1 hektar och dess största längd är 210 meter i nord-sydlig riktning.